# 小田川 (倉敷市児島)
小田川（おだがわ）は、岡山県倉敷市児島を流れる二級水系の本流。同じく岡山県を流れる高梁川支流の小田川とは異なる。

## 地理
児島柳田の石鉄山に発し南流、児島市街を貫き瀬戸内海（児島港）に注ぐ。

## 流域の自治体
岡山県
倉敷市

## 並行する交通
- 岡山県道276号宇野津下之町線

1972年まで、下津井電鉄が並行していた。

## 流域の施設
- 倉敷市立児島小学校
- 倉敷市立児島中学校
- 野崎家旧宅
- 児島郵便局
- 倉敷市立市民病院
- 児島中央病院